# پاسس د بربن
پاسس د بربن (به اسپانیایی: Pazos de Borbén) یک شهرستان در اسپانیا است.